# In Hearts Wake
In Hearts Wake é uma banda australiana de metalcore formada em Byron Bay no ano de 2006. A partir de 2014, In Hearts Wake lançaram um EP, Into the Storm, e quatro álbuns de estúdio The Getaway, Divination, Earthwalker e Skydancer. O grupo também contribuiu com um Split CD The Bride em 2010.

## Inícios e primeiros lançamentos (2006-2010)
In Hearts Wake se formou no início de 2006, composto de cinco amigos de Byron Bay, Austrália. A maioria dos membros da banda cresceu e tocou música juntos desde tão jovem, aos 11 anos de idade. IHW combina uma gama diversificada de elementos musicais e técnicas para criar o seu próprio som apaixonado. Embora a maioria dos ouvintes não-metálicos podem classificar sua música como "pesado", eles escrevem suas músicas e letras sobre o que acreditam, e suas letras são baseadas em questões do mundo, tais como: paz, identidade, relações, amor, solidão, depressão, política, responsabilidade global, experiências pessoais e, finalmente, a possibilidade de um mundo melhor. Em julho de 2006, a banda gravou sua primeira música demo "True Love Is Hard to Find". Em dezembro de 2006, eles gravaram seu debut 7-track EP, intitulado "Into The Storm". No início de 2007, a banda saudou o novo baterista 'Caleb Burton', e começou a refinar seu som, escrever mais rápido, técnico, e pesado. Em julho de 2007 eles embarcaram em uma turnê que cobriu três estados australianos e 3 grandes cidades. A banda, desde então, recebeu uma resposta fantástica, e cultivaram uma forte base de fãs leais na costa leste da Austrália. Tal resposta ganhou a atenção de 'James Lyall', um engenheiro escocês em 'SAE Colégio HQ', que agora é seu produtor.
Em dezembro de 2007, a banda começou sua programação de gravação em estúdio de cinco meses no SAE, em Byron Bay, para produzir seu segundo EP, intitulado The Gateway, que foi auto-financiadas pelos músicos. Em 2010, a banda produziu um split-EP juntos com a banda de hardcore The Bride.

## Divination(2011–2013)
In Hearts Wake assinou seu primeiro contrato de gravação profissional com UNFD em julho de 2012. Seu álbum de estreia, Divination, foi lançado em 31 de agosto de 2012. Josh Schroeder produziu o álbum no Random Awesome Studios. Divination alcançou a posição 27 nas paradas do ARIA charts. Em março de 2013, In Hearts Wake fez quatro shows na Nova Zelândia. Em junho outra turnê na Austrália seguiu com o apoio do Counterparts e The Storm Pictures. A primeira turnê pela Austrália foi realizada em setembro, onde o In Hearts Wake excursionou com Landscapes como suporte para The Amity Affliction na Europa O passeio levou as bandas para o Reino Unido, Alemanha, Bélgica, França e Áustria. A banda continuou em turnê junto com The Amity Affliction e Brothers in Arms na Australia tour, ao lado de Chelsea Grin e Stick to Your Guns

## Membros
Atuais
- Jake Taylor – vocal (2006-presente)
- Ben Nairne – guitarrista (2006-presente)
- Eaven Dall – guitarrista (2006-presente)
- Kyle Erich – baixista (2006-presente)
- Caleb Burton – baterista (2006-presente)

## Discografia
EPs/Split-CDs
- 2007: Into the Storm
- 2010: Split with The Bride

Álbuns de Estúdio
- 2008: The Gateway
- 2012: Divination
- 2014: Earthwalker
- 2015: Skydancer
- 2017: Ark